# Плоть (філософія)
Плоть, або Тіло (тілесність) — філософський концепт, що визначає чуттєвий характер людського буття як його невід'ємну онтологічну ознаку.

Тіло — термін традиційного естетичного, соціогуманітарного знання, який позначає тілесність (внутрішній план), наділену функціями ментальності (зовнішній план). 

Тілесність — некласичне поняття, яке усуває трактування суб'єкта як трансцендентального, вводить у науковий обіг поняття сексуальності, афекту, перверсії, смерті тощо.
Поняття «тіло» має величезну кількість експлікацій в усіх сферах людського життя: від побуту — до релігійних практик, від медицини — до мистецтва, від особистих стосунків — до соціальних ролей.
В християнстві плоть — земне начало в людині, а також м'які частини людського тіла, що протистоять як кісткам, так і крові.

Вся людина з тілом і душею може бути позначена плоттю. Особливістю християнських поглядів є переконання в наявності у плоті особливого бажання (Voluntas) сексуального характеру. Встановлюючи таїнство Євхаристії Христос роздає учням хліб і нарікає його своєю плоттю, протиставляючи плоть крові і, при цьому, плоть ототожнюється з тілом. В Апостольському Символі Віри затверджується догмат воскресіння плоті після Другого Пришестя. Апостол Павло говорить про справи плоті (Opera carnis) як про гріховне.